# MG 51
La 7,5 mm Maschinengewehr 1951 o MG 51 es una ametralladora de propósito general fabricada por W+F de Suiza. El arma entró en servicio en Suiza cuando el Ejército suizo inició un concurso para una nueva ametralladora para reemplazar la ametralladora pesada MG 11 y la ametralladora ligera Furrer M25, adoptadas en 1911 y 1925 respectivamente.

## Diseño
La MG 51 está basada en la ametralladora alemana MG 42 de la Segunda Guerra Mundial, pero hecha con piezas mecanizadas más pesadas y por lo tanto es ligeramente más pesada.
Hacia 1942, el Ejército suizo organizó un concurso para una nueva ametralladora con el objeto de reemplazar tanto a la ametralladora pesada MG 11 (versión de la MG 08 ) y a la ametralladora ligera Lmg 25, adoptadas en 1911 y 1925 respectivamente. Tres participantes se unieron a la competencia: la fábrica estatal Waffenfabrik Bern y las fábricas privadas SIG e Hispano-Suiza. La Waffenfabrik Bern basó su modelo en la muy exitosa ametralladora alemana MG 42. Los primeros prototipos surgieron alrededor de 1944, siendo muy similares a la MG 42, aunque la forma del cajón de mecanismos y de la culata eran ligeramente distintas. El diseño final, que apareció en 1950, era en muchos aspectos similar a la MG 42, aunque varias piezas habían sido producidas mediante mecanizado en lugar de estampado y el sistema de acerrojado se cambió de rodillos a aletas. La ametralladora obtenida era más pesada que la original alemana, con una fabricación y acabado más finos. Hasta fechas recientes,[¿cuándo?] la MG 51 sirvió en el Ejército suizo como la principal ametralladora de infantería y a bordo de vehículos, aunque está siendo gradualmente reemplazada por la más ligera y menos costosa FN Minimi belga de 5,56 mm. 
La MG 51 es un arma accionada mediante retroceso corto, enfriada por aire y que dispara a cerrojo cerrado. Emplea un sistema de acerrojado como el de la MG 42, pero modificado, con un cerrojo de dos piezas y dos aletas de acerrojado en el cabezal del cerrojo. Estas aletas se encajan en los entalles de la recámara para cerrarla firmemente. Al retroceder, las aletas se retraen hacia el centro del cerrojo para poder abrirlo. También tiene un acelerador de retroceso tipo palanca; está situado en el cajón de mecanismos, cerca a la recámara del cañón y debajo del cerrojo. El cajón de mecanismos se parece al de la MG 42, pero está hecho de dos piezas - la camisa del cañón (hecha de chapa de acero estampada) y el propio cajón de mecanismos (hecho mediante mecanizado). La camisa del cañón está soldada delante del cajón de mecanismos. El cañón puede cambiarse rápidamente; su procedimiento de cambio es similar al de la MG 42, con la palanca del retén del cañón situada en el lado derecho de la camisa de enfriamiento, que al abrirse ofrece una ventana para extraer el cañón.
El sistema de alimentación mediante cinta también es similar al de la MG 42, empleando cintas reutilizables de eslabón abierto que avanzan gracias al movimiento del cerrojo. La cinta se inserta desde el lado izquierdo. En el papel de ametralladora ligera, se pueden llevar cintas de 50 cartuchos dentro de un tambor portacintas que se acopla al lado del arma. Tiene alza y punto de mira, pero si es necesario se le puede montar una mira telescópica o una mira nocturna. Trae un bípode plegable; para disparos continuos o a larga distancia, se monta sobre un trípode universal. Los primeras ametralladoras de serie tenían pistoletes y culatas de madera; en las de fabricación más reciente, estos están hechos de polímero.
La Pz MG 51/71 es una variante para vehículos montada en el automóvil de reconocimiento Mowag Eagle, el tanque Panzer 68 y el tanque de recuperación Entp Pz 65.
La variante más moderna Pz MG 51/71 se utiliza en el tanque Pz 87 "Leopard 2".